# Niall Frossach
Niall mac Fergaile Frossach (718-778) roi d’Ailech et Ard ri Érenn de 763 à 770.

## Origine
Fils cadet de Fergal mac Máele Dúin roi d’Ailech du Cenél nEógain famille issue des Ui Neill et Ard ri Érenn de 710 à 722. Son surnom de « Frossach » signifie « pluies » et serait lié aux pluies d’argent, de miel et de farine blanche qui auraient accompagné sa naissance en 718. Ces signes étaient considérés comme les présages d’un règne prospère et bénéfique.

## Roi d'Ailech
Ce n'est sans doute pas à la suite de la mort de son frère le puissant Áed Allán lors d'un combat en 743, que Niall Frossach devient le chef du Cenél nEógain mais un peu après. En 747, Aed Muinderg mac Flaithbhertach, membre de la lignée rivale des Uí Néill du nord le Cenél Conaill meurt et est désigné par les chroniques comme « Ri In Tuisceart »  c'est-à-dire « Roi du Nord », ce qui implique que Niall était son sujet. Cependant en 754, le frère du précédent Loingsech mac Flaithbhertach, roi du Cenél Conaill meurt et il est décrit comme le simple  « Rí »  de sa seule dynastie, et c'est alors sans doute que  Niall avait achevé d'instituer sa souveraineté sur les Uí Néill du nord. Deux ans  après les annales relèvent la seule activité militaire de la carrière de Niall: Domnall Midi, roi de Tara, mène une  armée contre lui jusqu'à la plaine de  Muirthemne dans le comté de Louth. Aucun souvenir de combat n'est resté et l'évènement demeure sans contexte.

## Ard ri Erenn
Domnall Midi meurt en 763, et à un moment entre cette date et 770 Niall Frossach devient Ard ri Erenn. Les Chroniques d'Irlande indiquent que c'est en 763, mais leur témoignage est très postérieur et pour les annalistes la succession des rois de tara ne pouvait être que continue ce qui dans la réalité n'était pas toujours le cas.
Pendant la décennie 760 surviennent de violents évènements dans le royaume de Mide et dans la plaine de Brega dans lesquels Niall n'intervient pas contrairement à Donnchad Midi, un fils de Domnall. On ne sait pas quand et de quelle manière il détrône Niall. En 770, Donnchad conduit une armée d'Uí Néill contre le Leinster, et si Niall n'avait pas déjà perdu son pouvoir à cette époque l'évènement du intervenir l’année suivante quand Donnchad conduit ses forces dans le nord.
Selon les Annales des quatre maîtres Niall Frossach abdique en 770. Niall Frossach meurt en 778. Un additifs aux Annales d'Ulster précise que c'est dans le monastère de saint Columba à Iona. Il se trouvait exilé là peut-être par Donnchad, qui était un protecteur de l'institution colombanienne.
Par le jeu de l’alternance entre les branches de la Uí Néill, le royaume de Tara et le titre d’Ard ri Érenn revint au Clan Cholmáin en la personne de Donnchad Midi mac Domnaill le fils de son prédécesseur pendant que le royaume d'Ailech est attribué à son neveu Máel Dúin le fils de son demi-frère aîné Áed Allán.

## Union et postérité
Niall Frossach avait épousé Dúnfhlaith († 799), fille de Flaithbhertach mac Loingsig dernier Ard ri Érenn issu du Cenél Conaill mort en 765 dont.
- Colmán († 815),
- Aed Oirdnide mac Neill qui devient Ard ri Erenn,
- Ferchar ,
- Muirchertach ,